# Ahlers
Ahlers Logistics is een van oorsprong Belgisch maritiem en logistiek bedrijf dat in 1909 werd opgericht door de gelijknamige familie Ahlers uit Bremen. Het bedrijf ging van start als agentuur, maar ontplooide ook activiteiten op het gebied van expeditie en rederij. Ahlers is nog steeds actief als expediteur en agentuur, maar hun kernactiviteiten zijn verschoven van maritieme naar logistieke diensten. 

## Geschiedenis
Oltmann Johann Diedrich Ahlers startte het gelijknamige bedrijf, dat begon als een scheepsagentuur, in Antwerpen in 1909.
In 1975 werd Franco Belgian Service (FBS) opgezet met Compagnie maritime des chargeurs réunis en Compagnie maritime belge (CMB) om deel te nemen aan ACE (Asian Containers to/from Europe), naast FBS bestaande uit K Line, Neptune Orient Lines (NOL) en Orient Overseas Container Line (OOCL). FBS bracht daar de Chevalier Paul en Chevalier Roze van 1482 TEU en de Mercator van 1392 TEU in. In 1987 werd FBS overgenomen door Maersk.

## Tegenwoordig
Vandaag is Ahlers een internationaal bedrijf met vestigingen in België, Servië, Roemenië, Litouwen, Oekraïne, Kazachstan, China en Vietnam.